# Lúcio Nônio Asprenas (cônsul em 29)
Lúcio Nônio Asprenas (em latim: Lucius Nonius Asprenas), dito o Jovem (em latim: Minor), foi um senador romano nomeado cônsul sufecto em 29 com Aulo Pláucio. Asprenas era o filho mais velho de Lúcio Nônio Asprenas, cônsul em 6, com Calpúrnia, filha de Lúcio Calpúrnio Pisão Cesonino, cônsul em 15 a.C..

## História
Asprenas tinha dois irmãos mais novos, Públio Nônio Asprenas Calpúrnio Serrano, cônsul em 38, e Nônio Asprenas Calpúrnio Torquato. Plínio, o Velho, afirma que os dois irmãos dos Nônios Asprenas sofriam de cólica da qual foram curados por um cotovia com crista: um deles comeu uma e passou a usar seu coração num bracelete de ouro e o outro sacrificou uma num templo de tijolos crus construído no formato de um forno. Acredita-se que um destes Asprenas era este.
Em 20, Asprenas foi uma das sete testemunhas do "Senatus consultum de Cn. Pisone Patre", o ato oficial do Senado Romano sobre o julgamento e condenação de Cneu Calpúrnio Pisão pela morte de Germânico. Na época, Asprenas era um questor. Como o ato foi publicado em 10 de dezembro e como a lei romana ditava que os questores deveriam ter pelo menos 24 anos, é possível deduzir que Asprenas nasceu por volta de 4 a.C. ou antes. Seu monumento funerário, na Via Flamínia, menciona os dois outros cargos conhecidos de Asprenas, cônsul e áugure.

## Família
Sabe-se que Asprenas teve pelo menos um filho, Lúcio Nônio Calpúrnio Asprenas, cônsul sufecto por volta de 72.